# 盛康
盛康（1814年—1902年10月24日），字勖存、旭人，號待雲庵主、留园主人。江蘇武進縣（今常州市）人，清朝政治人物。著有《皇朝经世文续编》，共一百二十卷。

## 生平

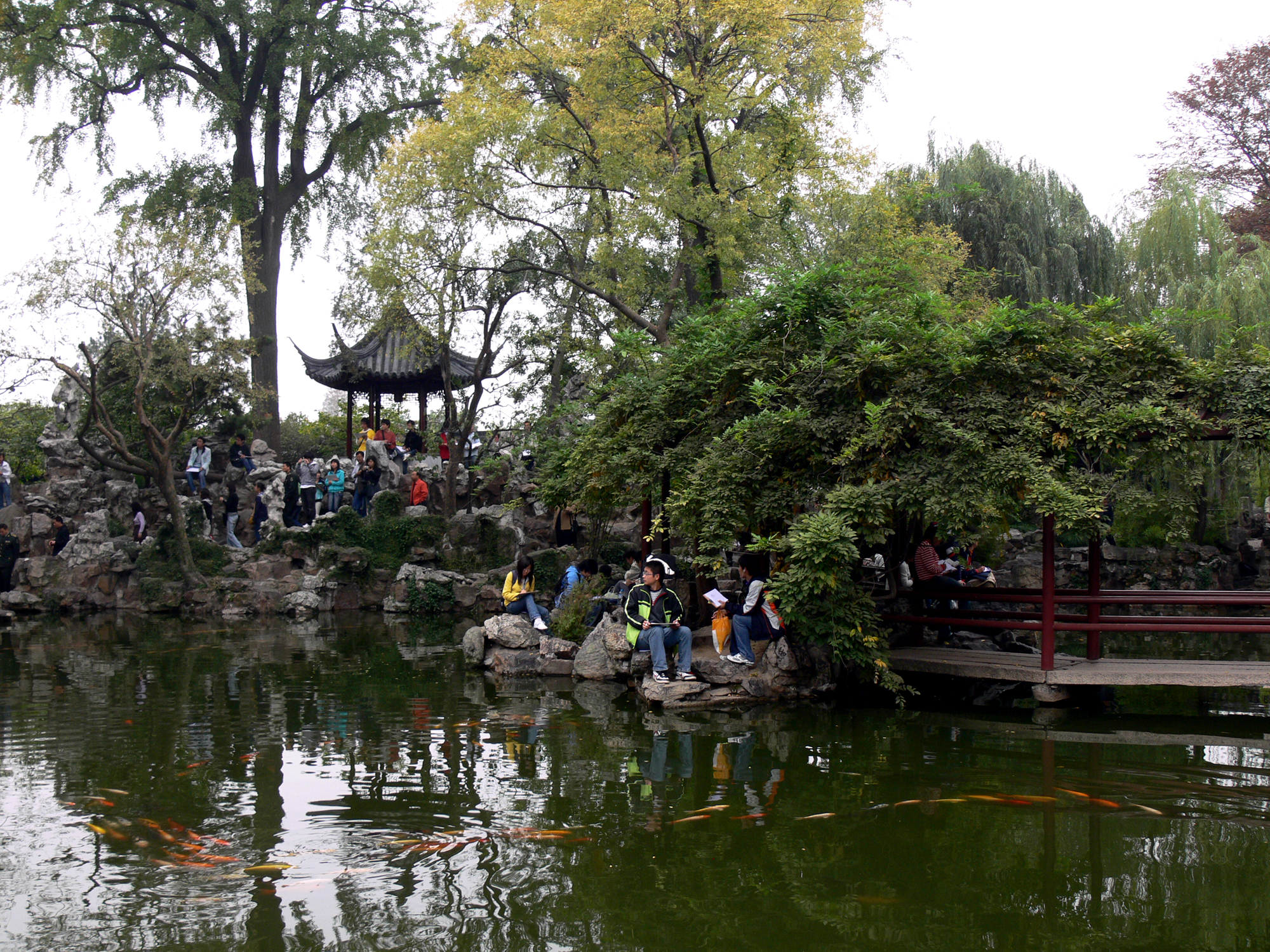
留园可亭

道光二十年（1840年）庚子科舉人，道光二十四年（1844年）甲辰科進士，二甲第六十八名，签掣分发各省以知县即用。
咸丰八年（1858年），作爲湖北巡抚胡林翼的部下，办軍需，擅理财，结识李鸿章。咸丰十年（1860年）升湖北粮道。同治元年（1862年），授盐法武昌道。同治二年（1863年），兼署湖北按察使。
咸丰十一年（1861年）、同治元年（1862年），因防守湖北有功得朝廷奖励 。
同治六年（1867年），因故受朝廷处分。次年返回常州老家定居。
光绪二年（1876年），購得蘇州劉氏寒碧莊，重新修葺，命名留園。
光绪五年（1879年），與地方富绅劉雲樵、姚彦森、惲光業（畹香，畹芗，惲毓鼎叔祖）、莊俊甫、董雲階等共同出资白銀25000兩，在常州創办慈善醫疗機構長年醫局（1879-1937，1938-1949， 1949-1953），施诊送藥。

## 家庭
- 祖父盛洪仁，字士洪，議叙從九品。
- 祖母劉氏。
- 本生祖父盛林，字逸帆，國學生。
- 本生祖母徐氏。
- 父亲盛隆（?-1867），字惺予。嘉慶庚午（1810年）舉人，浙江海寧州知州。
- 母亲費氏。
- 兄
- 大弟盛赓，字璞存，號朴人，别字莪園、逸叟。在湖南任职三十年，歴任長沙、善化、瀏陽、沅江、安郷、道州等地方官，升授桂陽直隸州知州。以清廉著稱。
- 小弟
- 夫人費氏，费念慈的姑母。如夫人富氏。
- 長子盛宣懷（1844-1916，杏荪、幼勖），媳董氏、莊氏、刁氏、劉氏、柳氏、秦氏、萧氏。
- 次子盛寯怀（?-1870，蕉荪），附贡生，候選郎中。媳張氏。
- 三子盛廷怀，殇。
- 四子盛寰怀，殇。
- 五子盛星怀（1873-1895，次垣，薇荪），附监生，三品銜候選知府，光绪甲午阵亡，卹贈太僕寺卿銜。媳魏氏、王氏、張氏。
- 六子盛善怀（1889-?，莱荪），富氏生，附监生，分部郎中。媳張锺秀。